# Prokineticinski receptor 2
Prokineticinski receptor 2, je G-protein spregnuti receptor kodiran  genom kod ljudi.
Prokineticini su sekretivni proteini koji mogu da promovišu angiogenezu i da indukuju jake kontrakcije gastrointestinalnih glatkih mišića. Protein kodiran ovim genom je integralni membranski protein i G protein-spregnuti receptor za prokineticine. Ovaj protein je sličan po aminokiselinskoj sekvenci sa GPR73, koji je takođe G protein-spregnuti receptor za prokineticine.

## Literatura
1. 1 2  „Entrez Gene: PROKR2 prokineticin receptor 2”.

## Dodatna literatura
- Deloukas P; Matthews LH; Ashurst J;  . (2002). „The DNA sequence and comparative analysis of human chromosome 20.”. Nature. 414 (6866): 865—71. PMID 11780052. doi:10.1038/414865a.
- Lin DC; Bullock CM; Ehlert FJ;  . (2002). „Identification and molecular characterization of two closely related G protein-coupled receptors activated by prokineticins/endocrine gland vascular endothelial growth factor.”. J. Biol. Chem. 277 (22): 19276—80. PMID 11886876. doi:10.1074/jbc.M202139200.
- Soga T; Matsumoto S; Oda T;  . (2003). „Molecular cloning and characterization of prokineticin receptors.”. Biochim. Biophys. Acta. 1579 (2-3): 173—9. PMID 12427552.
- Strausberg RL; Feingold EA; Grouse LH;  . (2003). „Generation and initial analysis of more than 15,000 full-length human and mouse cDNA sequences.”. Proc. Natl. Acad. Sci. U.S.A. 99 (26): 16899—903. PMC 139241 . PMID 12477932. doi:10.1073/pnas.242603899.
- Battersby S; Critchley HO; Morgan K;  . (2004). „Expression and regulation of the prokineticins (endocrine gland-derived vascular endothelial growth factor and Bv8) and their receptors in the human endometrium across the menstrual cycle.”. J. Clin. Endocrinol. Metab. 89 (5): 2463—9. PMID 15126578. doi:10.1210/jc.2003-032012.
- Gerhard DS; Wagner L; Feingold EA;  . (2004). „The status, quality, and expansion of the NIH full-length cDNA project: the Mammalian Gene Collection (MGC).”. Genome Res. 14 (10B): 2121—7. PMC 528928 . PMID 15489334. doi:10.1101/gr.2596504.
- Pasquali D; Rossi V; Staibano S;  . (2006). „The endocrine-gland-derived vascular endothelial growth factor (EG-VEGF)/prokineticin 1 and 2 and receptor expression in human prostate: Up-regulation of EG-VEGF/prokineticin 1 with malignancy.”. Endocrinology. 147 (9): 4245—51. PMID 16763065. doi:10.1210/en.2006-0614.
- Dodé C; Teixeira L; Levilliers J;  . (2006). „Kallmann syndrome: mutations in the genes encoding prokineticin-2 and prokineticin receptor-2.”. PLoS Genet. 2 (10): e175. PMC 1617130 . PMID 17054399. doi:10.1371/journal.pgen.0020175.
- „Prokineticin Receptors: PKR2”. IUPHAR Database of Receptors and Ion Channels. International Union of Basic and Clinical Pharmacology. Архивирано из оригинала 17. 07. 2009. г.